# (2101) Adonis
(2101) Adonis – obiekt astronomiczny sklasyfikowany jako planetoida z grupy Apolla o kometarnym pochodzeniu. Okrążająca Słońce w ciągu 2 lat i 208 dni w średniej odległości 1,88 au. Została odkryta 12 lutego 1936 w Observatoire Royal de Belgique w Uccle przez Sylvaina Arenda i Eugène’a Delporte. Nazwa planetoidy pochodzi od Adonisa, który był ukochanym bogini Afrodyty w mitologii greckiej. Przed jej nadaniem planetoida nosiła oznaczenie tymczasowe (2101) 1936 CA.
W trakcie odkrycia planetoida 2101 Adonis zbliżyła się na odległość niewiele większą niż czterokrotna odległość Księżyca od Ziemi. Była ona obserwowana tylko przez dwa miesiące przez co jej wyliczona orbita okazała się na tyle niedokładna, że planetoida została zagubiona i nie była obserwowana w trakcie kolejnych powrotów w okolice Ziemi.
W 1964 roku Charles Kowal wykorzystując obliczenia Briana Marsdena oraz teleskop Schmidta z Obserwatorium Palomar wykonał 10 zdjęć nieba wzdłuż prawdopodobnej orbity zagubionej planetoidy. Na jednym ze zdjęć znaleziono obiekt, który udało się zidentyfikować jako zagubioną planetoidę.

## Właściwości fizyczne
Planetoida ta ma rozmiary od 0,5 do 1,2 km. Jej jasność absolutna wynosi 18,7m, a temperatura na powierzchni to 187–207 K.